# 伊洛維察鄉
44°45′N 22°28′E / 44.750°N 22.467°E
伊洛維察鄉（羅馬尼亞語：Comuna Ilovița, Mehedinți），是羅馬尼亞的鄉份，位於該國西南部，由梅赫丁茨縣負責管轄，面積12平方公里，海拔高度308米，2007年人口1,362，人口密度每平方公里113人。